# رونن برگمن

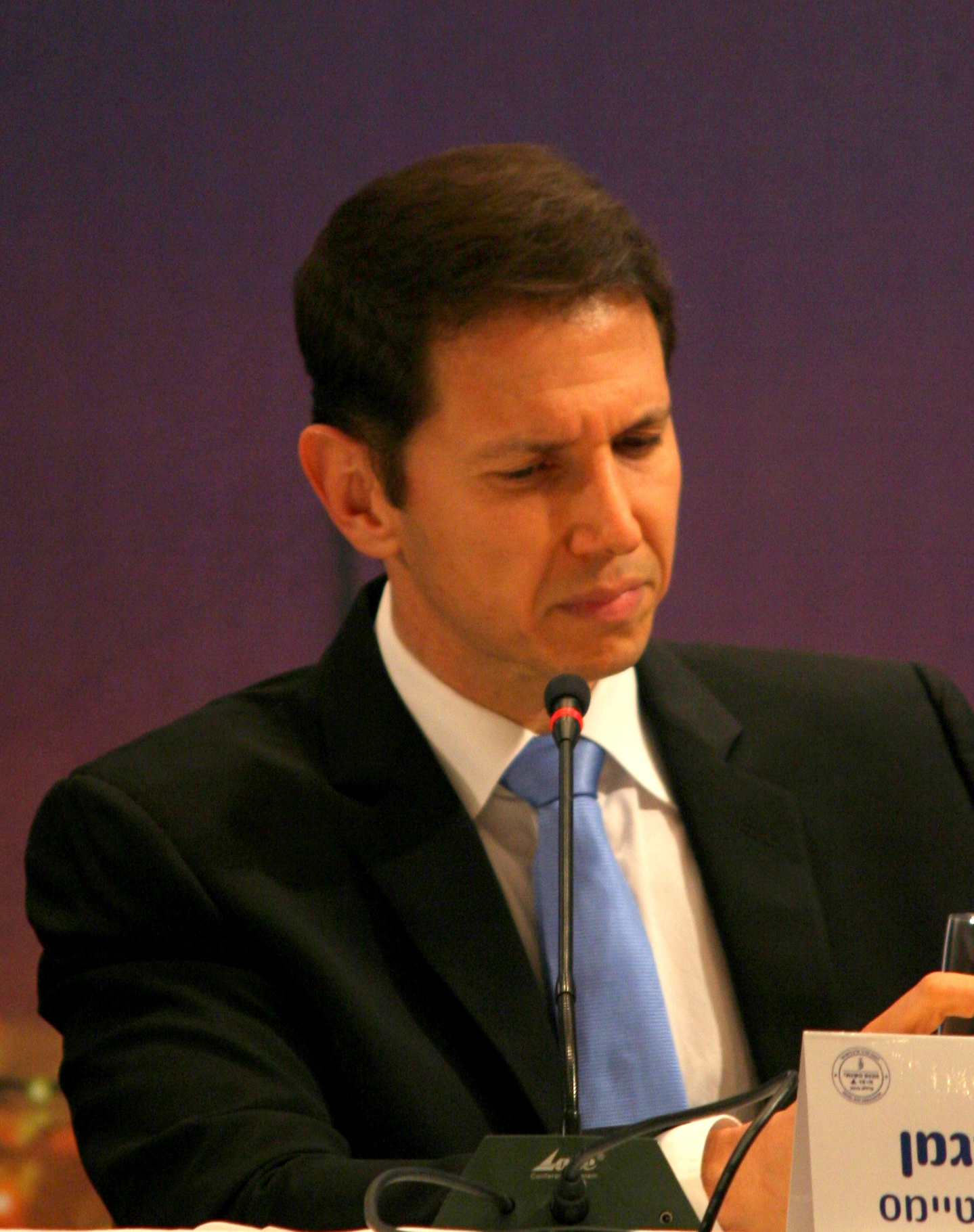

رونن برگمن (به عبری: רונן ברגמן) (۱۶ ژوئن ۱۹۷۲)، روزنامه‌نگار، نویسنده و از تحلیل‌گران برجسته امور نظامی-امنیتی اسرائیل و نویسنده ارشد امور امنیتی در روزنامه یدیعوت اخرونوت است.
وی هم‌چنین نویسنده کتاب «جنگ پنهان اسرائیل در ایران» است که در سال ۲۰۰۸ میلادی، توسط انتشارات سایمون اند شوستر در ایالات متحده آمریکا منتشر شد.

## زندگی‌نامه
رونن برگمن از دانش‌آموختگان دانشگاه تل‌آویو در رشته روابط سیاسی خاورمیانه است.
وی قبل از آغاز همکاری‌اش با روزنامه یدیعوت اخرونوت، از نویسندگان ارشد بخش نظامی روزنامه هاآرتص بود.

## آثار
- Authority Granted (2002)
- Moment of Truth (2003)
- Point Of No Return (2007)
- The Secret War With Iran (2008)
- By Any Means Necessary (2009)
- Ha-Bor (2011) with Dan Margalit
- writing special chapters for the Hebrew edition of State Enemy WikiLeaks (2011) by Marcel Rosenbach and Holger Stark [de].
- Operation Red Falcon (2015) [۴]
- Rise and Kill First: The Secret History of Israel's Targeted Assassinations  (Jan 23, 2018) [۵]